# Niimi
Niimi (新見市?, Niimi-shi) è una città giapponese della prefettura di Okayama.